# Lisičići
Lisičići su naseljeno mjesto u općini Konjic, Federacija Bosne i Hercegovine, BiH.
Nalaze se na sjevernoj obali Jablaničkog jezera.
U Lisičićima su nađeni ostatci iz mlađeg kamenog doba. 

## Stanovništvo

### 1991.
Nacionalni sastav stanovništva 1991. godine, bio je sljedeći:
ukupno: 238
- Muslimani – 231
- Hrvati – 5
- Jugoslaveni – 1
- ostali, neopredijeljeni i nepoznato – 1

### 2013.
Nacionalni sastav stanovništva 2013. godine, bio je sljedeći:
ukupno: 192
- Bošnjaci – 191
- ostali, neopredijeljeni i nepoznato – 1

## Vanjske poveznice
- Satelitska snimka[neaktivna poveznica]